# Resolution 1712 des UN-Sicherheitsrates
Mit der Resolution 1712 des UN-Sicherheitsrates wurde das Mandat der Mission der Vereinten Nationen in Liberia (UNMIL) um sechs Monate bis zum 31. März 2007 verlängert. Sie nimmt unter anderem Bezug auf die Resolutionen 1509, 1664 und 1694 und wurde vom Sicherheitsrat der Vereinten Nationen am 29. September 2006 auf seiner 5542. Sitzung einstimmig angenommen. 
Die Resolution stellt die Bedeutung der Rückführung  und Wiedereingliederung der ehemaligen Kombattanten heraus, begrüßt das Engagement der Westafrikanischen Wirtschaftsgemeinschaft (ECOWAS) und der Afrikanischen Union bei der Wiederherstellung des Friedens und der Stabilität in Liberia und betont, dass die Unterstützung des Sondergerichtshofes für Liberia durch UNMIL erforderlich sei.
Unter Kapitel VII der Charta der Vereinten Nationen wurde das Mandat der UNFIL bis zum 31. März 2007 verlängert und der Generalsekretär ermächtigt, Truppen zwischen der UNMIL und der Opération des Nations Unies en Côte d’Ivoire (UNOCI) im Rahmen der Resolution 1609 nach Bedarf umzugruppieren.
Der Sicherheitsrat traf seine Entscheidung anhand des zwölften Fortschrittsberichts über UNMIL vom 12. September 2006 (Dokument S/2006/743), in welchem der Generalsekretär der Vereinten Nationen bekanntgegeben hatte, dass die drei Säulen der liberianischen Regierung funktionierten und stufenweise Fortschritte bei der Verbesserung der Sicherheitssituation, der Bekämpfung der Korruption und der Rückkehr von Flüchtlingen erzielt worden seien. Auch seien in Teilen von Monrovia die Wasserleitungen und die Stromversorgung wiederhergestellt worden. Trotzdem sei die Mitwirkung der UNMIL nach wie vor erforderlich, da sich Polizei und Armee erst im Aufbau befänden. Die Überwachung der Grenzen sei, vor allem wegen der Lage an der Elfenbeinküste, unerlässlich. 